# バーナード・トミック
バーナード・トミック（Bernard Tomic, 1992年10月21日 - ）は、オーストラリアの男子プロテニス選手。これまでにATPツアーでシングルス4勝を挙げている。自己最高ランキングはシングルス17位。ダブルス114位。身長196cm、体重91kg。右利き、バックハンド・ストロークは両手打ち。両親がユーゴスラビア系であることからトミッチと呼ばれることも多い。

## 選手経歴

### ジュニア時代
トミックはドイツのシュトゥットガルトで生まれ、3歳のときに一家でオーストラリアに移住する。父はクロアチア人で母はボスニア人である。妹のサラもジュニアのテニス選手である。7歳のときから父親の手ほどきでテニスを始める。

### 2009年 グランドスラム初勝利

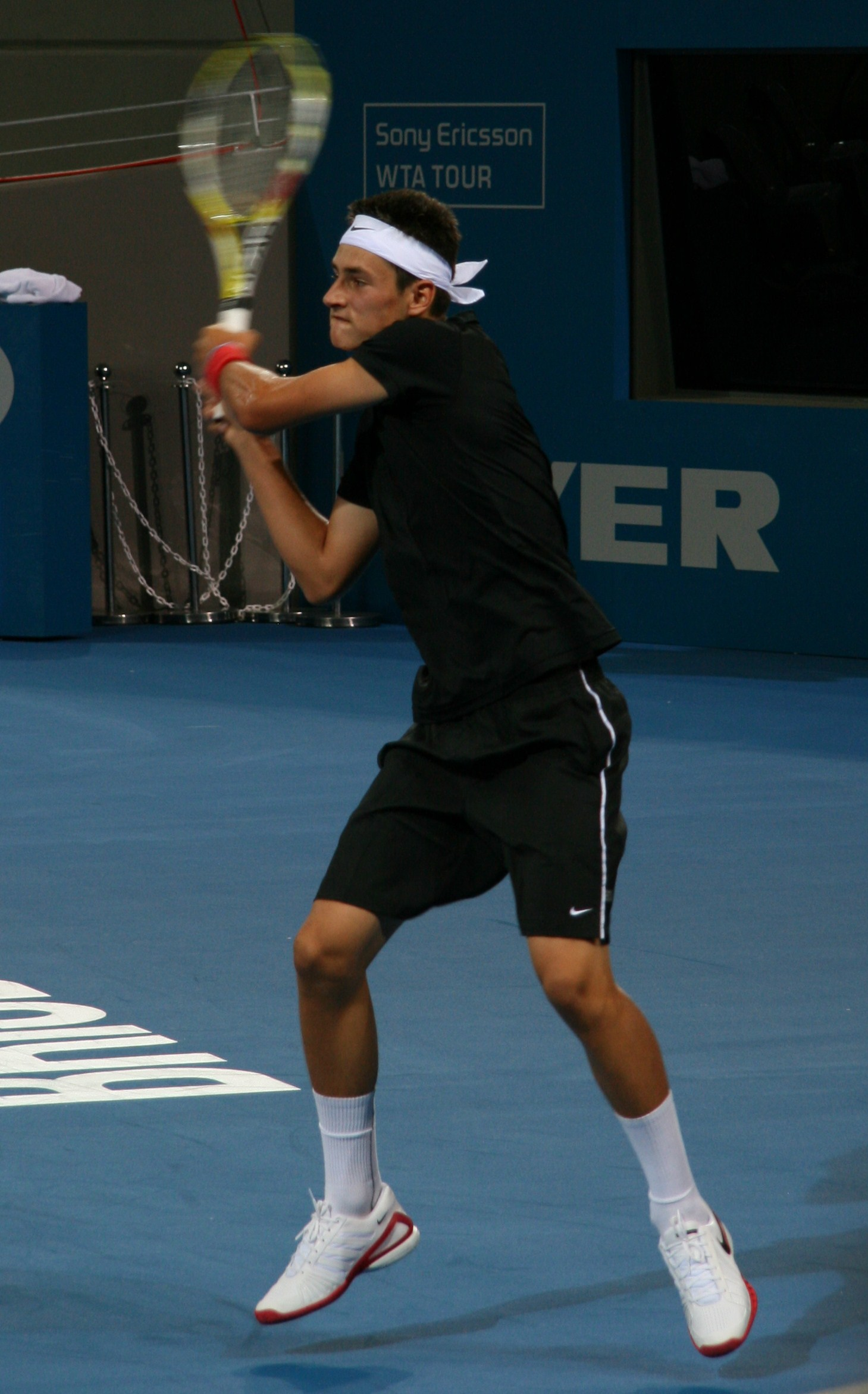
2009年ブリズベン国際でのバーナード・トミック

ジュニア時代から注目を集め、13歳でIMGとマネジメント契約を結んでいる。
15歳で出場した2008年全豪オープン男子ジュニアシングルスでは決勝で台湾の楊宗樺を4–6, 7–6(5), 6–0で破り優勝している。15歳3ヶ月での優勝は最年少記録である。
2009年全豪オープンに主催者推薦で4大大会に初出場。1回戦でポティート・スタラーチェを7-6(5), 1-6, 7-6(5), 7-6(6)で破り初勝利を挙げる。2回戦でジル・ミュラーに6-3, 1-6, 4-6, 2-6で敗れた。
全米オープンではジュニアの男子シングルスで優勝している。

### 2011年 ウィンブルドンベスト8

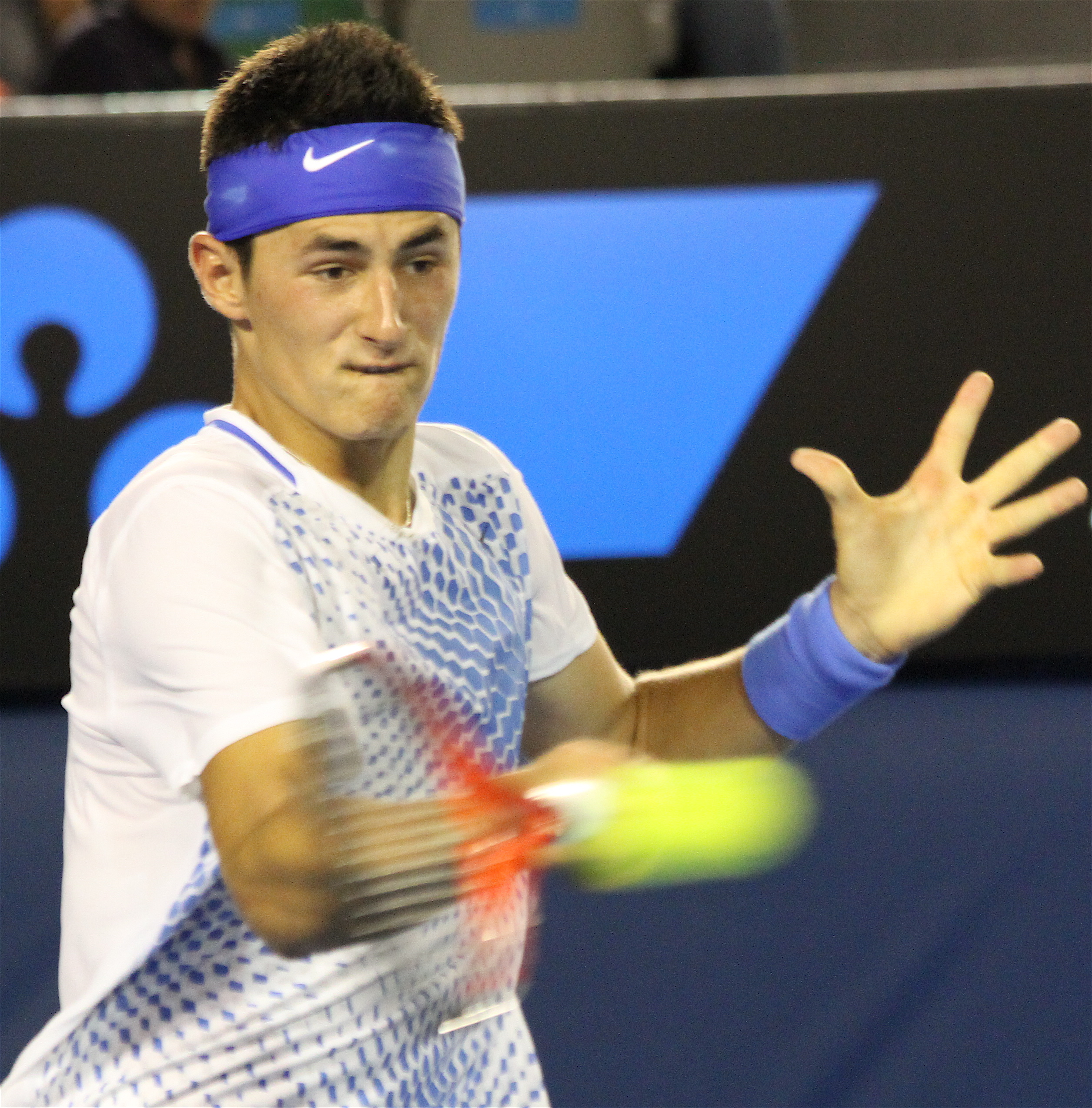
2011年全豪オープンでのバーナード・トミック

トミックは2011年に躍進した。全豪オープンでは2回戦で第31シードのフェリシアーノ・ロペスを7-6(4), 7-6(3), 6-3で破り、3回戦で第1シードのラファエル・ナダルと対戦した。ウィンブルドンでは予選から勝ち上がり、1回戦で第29シードのニコライ・ダビデンコを 7-5, 6-3, 7-5 、2回戦でイーゴリ・アンドレエフを4-6, 5-7, 6-3, 6-4, 6-1で、3回戦では第5シードのロビン・セーデリングを6-1, 6-4, 7-5で、4回戦ではグザビエ・マリスを6-1, 7-5, 6-4で破り18歳でベスト8進出を果たした。予選から勝ち上がった選手が、男子シングルスでベスト8に進出するのは11年ぶりの快挙であった。準々決勝では優勝したノバク・ジョコビッチに2-6, 6-3, 3-6, 5-7で敗れたが第2セットを奪う健闘を見せた。この活躍によりランキングが158位から71位に大幅に上がった。10月の楽天ジャパン・オープンにも出場し、1回戦でビクトル・トロイツキ、2回戦で伊藤竜馬を破りベスト8に進出した。大会後のランキングでは49位となりトップ50位入りを果たしている。

### 2012年 グランドスラム4回戦進出

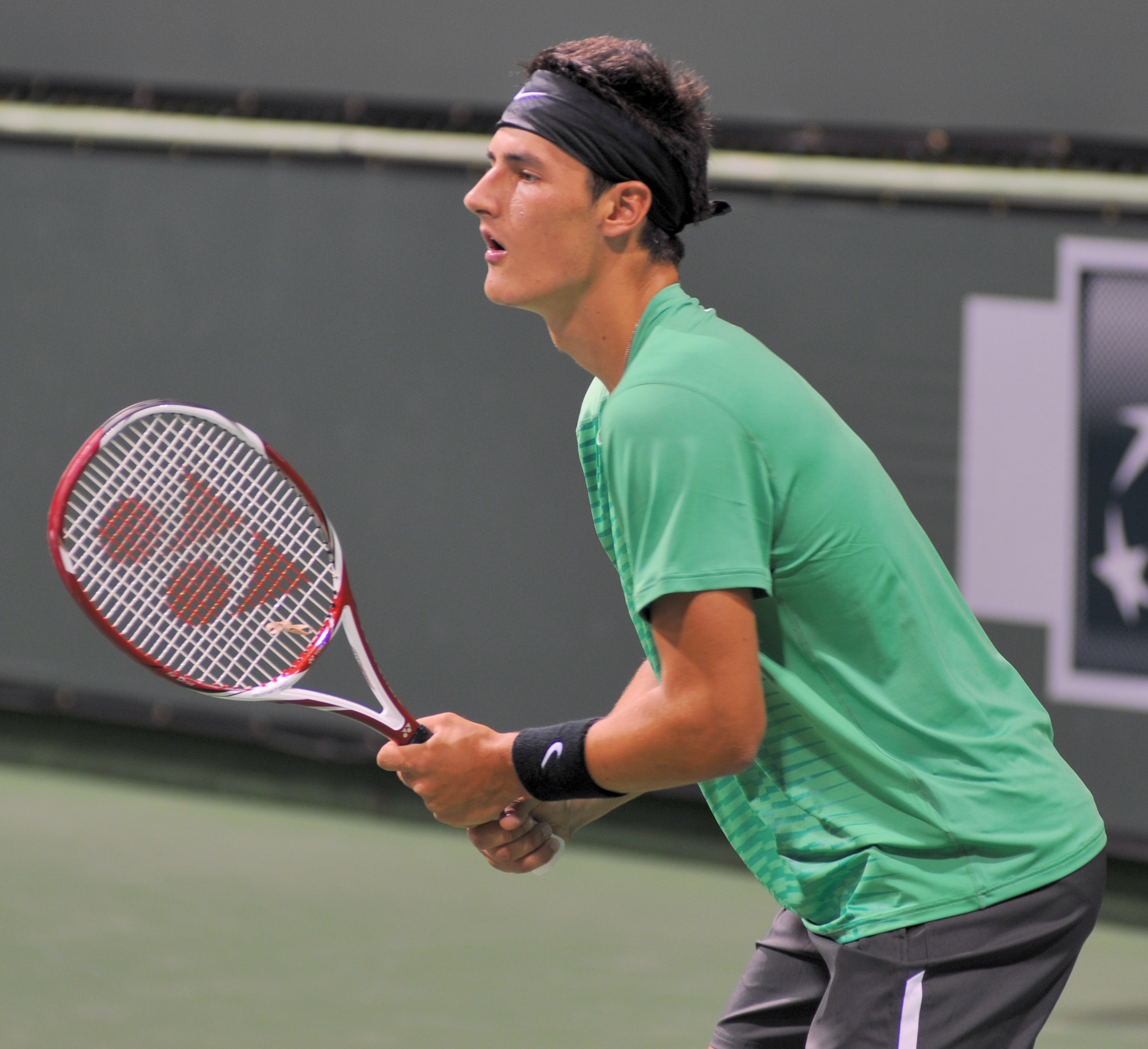
2012年BNPバリパ・オープンでのバーナード・トミック

2012年は開幕戦のブリスベン国際でベスト4に進出。全豪オープン前哨戦のクーヨン・クラシック（非公式戦）の決勝で、マーディ・フィッシュを破り優勝した。全豪オープンでは1回戦で第22シードのフェルナンド・ベルダスコを4-6, 6-7(3), 6-4, 6-2, 7-5で、2回戦でサム・クエリーを3-6, 6-3, 7-6(3), 6-3で、3回戦は第13シードのアレクサンドル・ドルゴポロフを4-6, 7-6(0), 7-6(6), 2-6, 6-3の逆転で勝利し4回戦に進出した。4回戦ではロジャー・フェデラーに4-6, 2-6, 2-6のストレートで敗れた。
7月のロンドン五輪でオリンピックに初出場した。シングルス1回戦で日本の錦織圭に6-7(4), 6-7(4)で敗れた。

### 2013年 ツアー初優勝

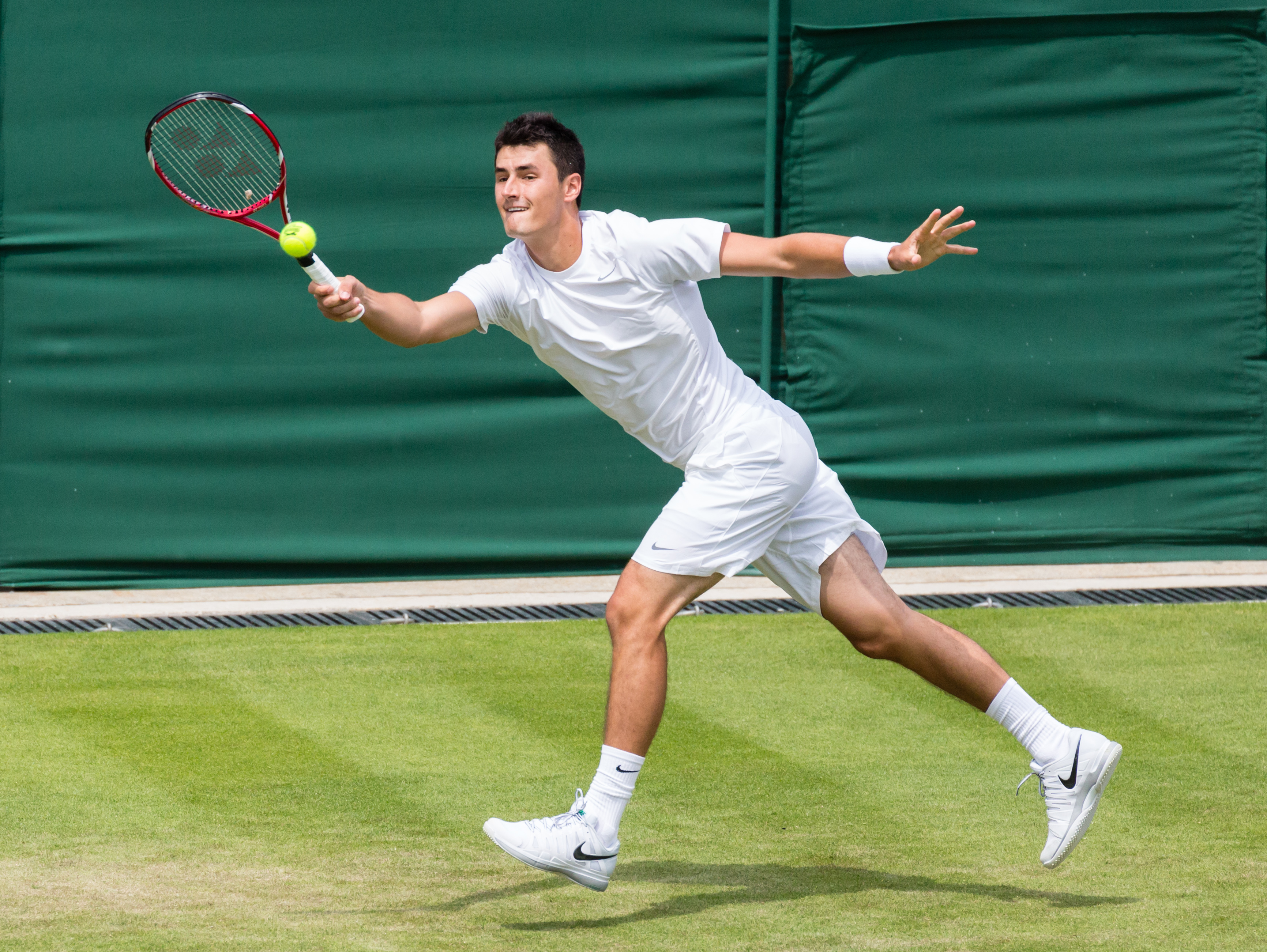
2013年ウィンブルドン選手権でのバーナード・トミック

2013年1月のシドニー国際でトミックは初めてツアー大会の決勝に進出。ケビン・アンダーソンを6–3, 6–7(2), 6–3で破り初優勝を果たした。翌年の大会も決勝に進出したが、フアン・マルティン・デル・ポトロに 3–6, 1–6 で敗れ連覇を逃した。
2014年7月のコロンビア・オープンでは決勝でディフェンディング・チャンピオンのイボ・カロビッチに勝利し優勝。

### 2015年 ツアー3勝目

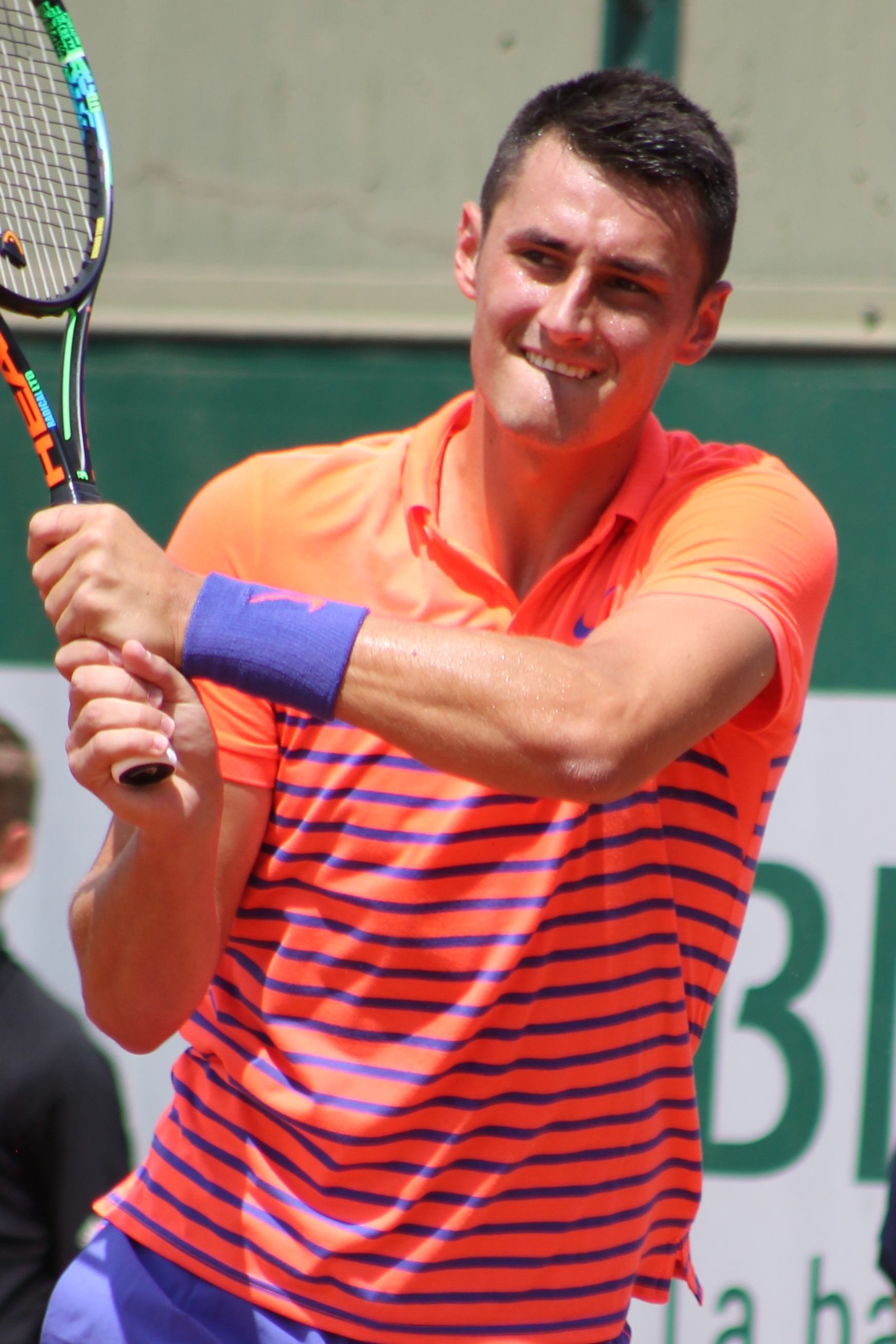
2015年全仏オープンでのバーナード・トミック

2015年全豪オープンでは3年ぶりに4回戦進出。3月のBNPパリバ・オープンでは3回戦で第8シードのダビド・フェレールに、4回戦で同胞のタナシ・コキナキスに勝利しマスターズ初のベスト8に進出。準々決勝ノバク・ジョコビッチ戦は試合前に棄権した。全仏オープンでは2回戦でコキナキスに敗れた。ウィンブルドンでは3回戦でノバク・ジョコビッチに敗れた。ディフェンディング・チャンピオンとして臨んだコロンビア・オープンでは決勝でアドリアン・マナリノに勝利し連覇を果たした。全米オープンでは3回戦に進出し、リシャール・ガスケに敗れた。上海マスターズでは2回戦で第7シードのダビド・フェレールに、3回戦で第11シードのリシャール・ガスケに勝利しマスターズ2度目のベスト8進出。準々決勝でノバク・ジョコビッチに敗れた。年間最終ランキングは18位まで上昇した。

### 2016年 マスターズベスト8

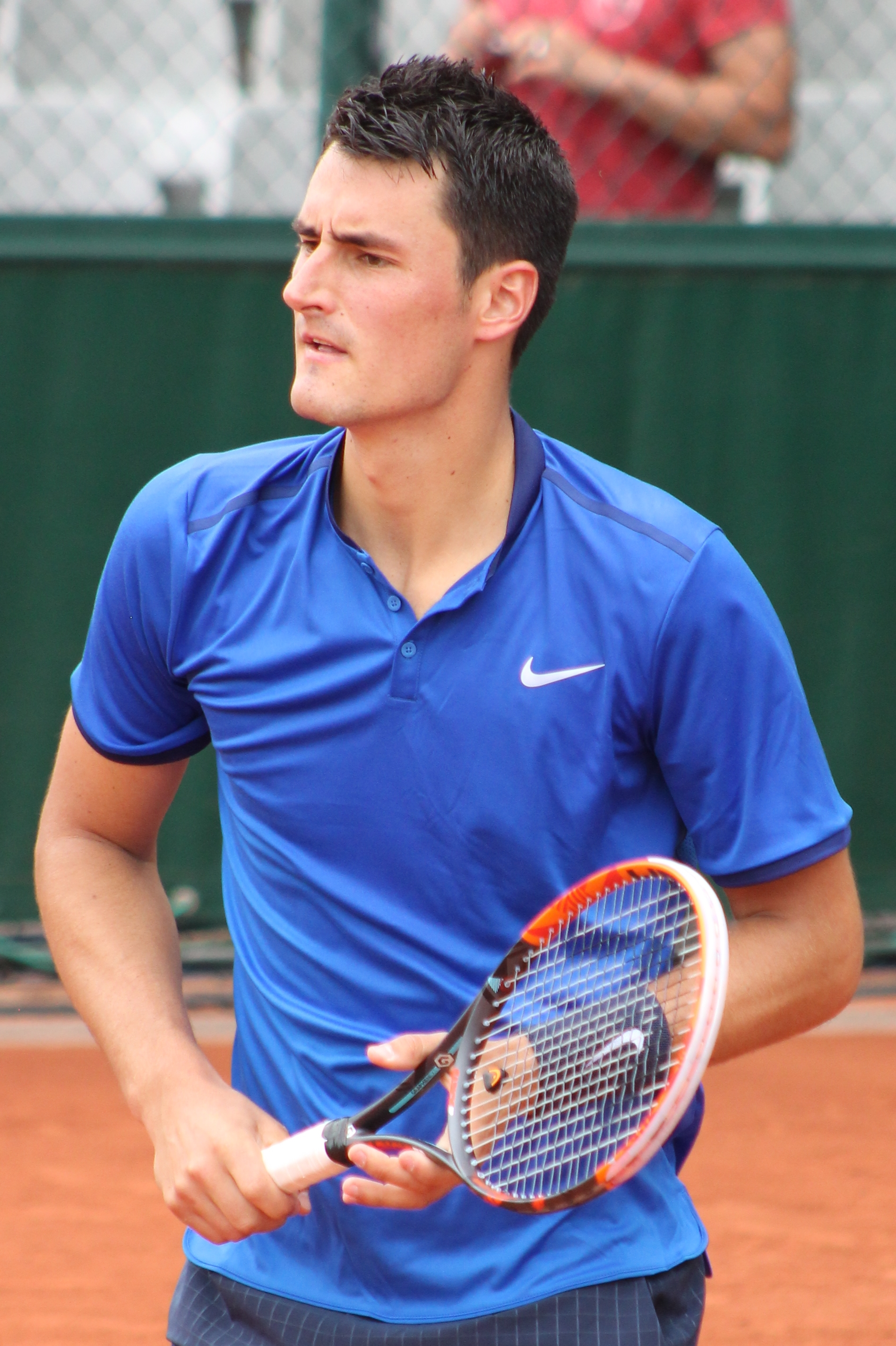
2016年全仏オープンでのバーナード・トミック

2016年全豪オープンでは第16シードで出場し、4回戦でアンディ・マリーに敗れた。2月のメキシコ・オープンで決勝に進出し、500の大会では初めて決勝進出。決勝でドミニク・ティエムに敗れ、準優勝。マドリード・マスターズではマッチポイントを握られると無気力な態度でプレーし、続くイタリア国際の初戦ではわずか8分で途中棄権した。ウィンブルドンでは3年ぶりに4回戦に進出したが、リュカ・プイユに4-6, 6-4, 6-3, 4-6, 8-10のフルセットで敗れた。リオ五輪は過密日程を理由に出場を辞退した。8月のシンシナティ・マスターズでは3回戦で錦織圭に勝利し、ベスト8に進出。準々決勝でアンディ・マリーに敗れた。中国オープンのダブルスではジャック・ソックと組み決勝に進出したが、決勝ではカレーニョ・ブスタ/ナダル組に敗れた。年間最終ランキングは26位。

### 2017年 ランキング大幅下降
全豪オープンは3回戦でダニエル・エバンスに敗れた。その後は5大会連続で1回戦敗退に終わった。ウィンブルドン1回戦敗退後に「飽きてしまった」とテニスへのモチベーション喪失を告白すると、国際テニス連盟にウィンブルドンの賞金を没収され、ウィンブルドン主催者には1万1600ポンドの罰金を課され、ヘッド(HEAD)からはスポンサー契約を解除されてしまった。しかし発言を後悔していないと述べている。その後も全米オープンを含む3大会連続で初戦負けを喫した。楽天ジャパンオープンでは久しぶりに勝利したが、2回戦で敗れた。世界ランキングは140位に急落した。

### 2018年 ツアー4勝目
全豪オープンはワイルドカードを獲られず予選からの出場となったが、予選決勝で敗れて本戦出場を逃した。その後、豪テレビ局の人気リアリティー番組「I'm A Celebrity... Get Me Out Of Here!」に出演していたが、わずか3日で脱落し、「すっかり目が覚めた」と発言した。
2月のリール・チャレンジャーに出場。5月のエクス・アン・プロヴァンス・チャレンジャーでは決勝進出を果たしたが、決勝でジョン・ミルマンに敗れた。全仏オープンは予選突破を果たし本戦に出場したが、1回戦敗退だった。ロスマーレン・グラスコート選手権では予選から本戦準決勝まで勝ち上がったが、準決勝でリシャール・ガスケに敗れた。
ウィンブルドンは予選で敗れたがラッキールーザーとして本戦入りし、久しぶりにグランドスラムで初戦突破を果たした。2回戦で錦織圭に敗れた。その後は4大会連続で初戦敗退が続き、全米オープンも予選敗退だった。それでもラファ・ナダル オープン（チャレンジャー）で優勝を果たした。そして成都オープンでは決勝に進出すると、決勝でファビオ・フォニーニに6-1, 3-6, 7-6(7)で勝利し、ツアーでは3年ぶりとなる優勝を収めた。一時期243位まで落ちていた世界ランキングを年間最終ランキング84位までに戻した。

### 2019年 歴代2番目の最短試合
年始のクーヨン・クラシックではジャック・ソックやニック・キリオスに勝利した。全豪オープンでは1回戦で第6シードのマリン・チリッチに2-6, 4-6, 6-7(3)のストレートで初戦敗退。その後は早期敗退が続き、全仏オープンではテイラー・フリッツに1-6, 4-6, 1-6のストレートで初戦敗退。
ウィンブルドン選手権1回戦でのジョー＝ウィルフリード・ツォンガ戦に大会史上2番目に短いわずか58分で敗れた試合を無気力プレイと判断され、大会主催者から4万5000ポンドの罰金を科された。これに対しては対戦相手のツォンガなど複数の選手からも反論が出たが、大会運営側は処分を変えなかった。シーズン通じて7勝15敗と結果を残せなかった。年間最終ランキングは185位。

### 2020年 コロナ禍での離脱
全豪オープンではデニス・クドラに予選敗退。デルレイビーチ・オープンでは予選敗退したが、ラッキールーザーとして今季唯一のATPツアー本戦出場するも、初戦敗退。3月の新型コロナウイルス感染症の世界的流行により、ツアーが中断し、その後ツアーには全く参戦しなかった。年間最終ランキングは226位。

### 2021年 グランドスラム2回戦進出
全豪オープンでは予選を突破して3年ぶりにグランドスラム本戦に出場し、1回戦では杉田祐一に6-3, 6-1, 4-1の時点で相手の途中棄権により、勝利するも、2回戦では第11シードのデニス・シャポバロフに1-6, 3-6, 2-6のストレートで敗れた。シーズン通してATPチャレンジャーツアーをメインに巡るも、早期敗退が続き戦績が振るわなかった。年間最終ランキングは260位。

### 2022-2024年 不調
全豪オープンでは予選1回戦で敗退した。この出場を最後にグランドスラムには出場できておらず戦績も芳しく、世界ランキング300位前後を行き来している状態である。

## 人物
気性が荒く、コートの内外で度々トラブルを起こしており、同じオーストラリア人選手のニック・キリオスと並んで問題児とみなされている。
2015年にはオーストラリアのテニス協会や、その役員を務めるパトリック・ラフターを批判したことでデビスカップのオーストラリア代表から外された数日後に、米フロリダ州マイアミビーチのホテルで乱痴気騒ぎを起こして逮捕されている。
2016年のマドリード・マスターズの一回戦では、ファビオ・フォニーニとの試合でマッチポイントを握られた際に、ラケットを上下逆に持ちあからさまに勝負を捨てて敗退。試合後の会見でも悪びれずふて腐れた態度をとり、ノバク・ジョコビッチに苦言を呈された。続くイタリア国際の初戦ではわずか8分で途中棄権した。
2017年のウィンブルドンで1回戦敗退後に「テニスに飽きた」と発言し、罰金15,000ドルを課された。またこの発言に激怒したラケットメーカーから契約を解除されている。
デビスカップで主将を務めるレイトン・ヒューイットや豪テニス協会との関係がこじれており、たびたび攻撃的な発言をしている。

## ATPツアー決勝進出結果

### シングルス: 6回 (4勝2敗)
| 大会グレード                            |
| グランドスラム (0-0)                    |
| ATPワールドツアー・ファイナル (0-0)     |
| ATPワールドツアー・マスターズ1000 (0-0) |
| ATPワールドツアー・500シリーズ (0-1)    |
| ATPワールドツアー・250シリーズ (4–1)    |

| サーフェス別タイトル |
| ハード (4–2)         |
| クレー (0-0)         |
| 芝 (0-0)             |
| カーペット (0-0)     |

| 結果   | No. | 決勝日        | 大会       | サーフェス | 対戦相手                         | スコア              |
| ------ | --- | ------------- | ---------- | ---------- | -------------------------------- | ------------------- |
| 優勝   | 1.  | 2013年1月12日 | シドニー   | ハード     | ケビン・アンダーソン             | 6–3, 6–7(2), 6–3    |
| 準優勝 | 1.  | 2014年1月11日 | シドニー   | ハード     | フアン・マルティン・デル・ポトロ | 3–6, 1–6            |
| 優勝   | 2.  | 2014年7月20日 | ボゴタ     | ハード     | イボ・カロビッチ                 | 7–6(5), 3–6, 7–6(4) |
| 優勝   | 3.  | 2015年7月26日 | ボゴタ     | ハード     | アドリアン・マナリノ             | 6–1, 3–6, 6–2       |
| 準優勝 | 2.  | 2016年2月28日 | アカプルコ | ハード     | ドミニク・ティエム               | 6-7(6), 6-4, 3-6    |
| 優勝   | 4.  | 2018年9月30日 | 成都       | ハード     | ファビオ・フォニーニ             | 6–1, 3–6, 7–6(7)    |

### ダブルス: 1回 (0勝1敗)
| 結果   | No. | 決勝日        | 大会 | サーフェス | パートナー       | 対戦相手                                      | スコア              |
| ------ | --- | ------------- | ---- | ---------- | ---------------- | --------------------------------------------- | ------------------- |
| 準優勝 | 1.  | 2016年10月9日 | 北京 | ハード     | ジャック・ソック | パブロ・カレーニョ・ブスタ ラファエル・ナダル | 7–6(6), 2–6, [8–10] |

## 成績
略語の説明
| W | F | SF | QF | #R | RR | Q# | LQ | A | Z# | PO | G | S | B | NMS | P | NH |

W=優勝, F=準優勝, SF=ベスト4, QF=ベスト8, #R=#回戦敗退, RR=ラウンドロビン敗退, Q#=予選#回戦敗退, LQ=予選敗退, A=大会不参加, Z#=デビスカップ/BJKカップ地域ゾーン, PO=デビスカップ/BJKカッププレーオフ, G=オリンピック金メダル, S=オリンピック銀メダル, B=オリンピック銅メダル, NMS=マスターズシリーズから降格, P=開催延期, NH=開催なし.
| 大会           | 2008 | 2009 | 2010 | 2011 | 2012 | 2013 | 2014 | 2015 | 2016 | 2017 | 2018 | 2019 | 通算成績 |
| -------------- | ---- | ---- | ---- | ---- | ---- | ---- | ---- | ---- | ---- | ---- | ---- | ---- | -------- |
| 全豪オープン   | LQ   | 2R   | 2R   | 3R   | 4R   | 3R   | 1R   | 4R   | 4R   | 3R   | LQ   | 1R   | 18-11    |
| 全仏オープン   | A    | 1R   | A    | 1R   | 2R   | 1R   | 1R   | 2R   | 2R   | 1R   | 1R   | 1R   | 3–10     |
| ウィンブルドン | A    | LQ   | 1R   | QF   | 1R   | 4R   | 2R   | 3R   | 4R   | 1R   | 2R   | 1R   | 14–10    |
| 全米オープン   | A    | A    | LQ   | 2R   | 2R   | 2R   | 2R   | 3R   | 1R   | 1R   | LQ   | A    | 6–6      |

※: 2014年全米2回戦の不戦敗は通算成績に含まない

### 大会最高成績
| 大会                 | 成績 | 年               |
| -------------------- | ---- | ---------------- |
| ATPファイナルズ      | A    | 出場なし         |
| インディアンウェルズ | QF   | 2015             |
| マイアミ             | 3R   | 2015             |
| モンテカルロ         | 2R   | 2012, 2015       |
| マドリード           | 1R   | 2012-13, 2015-17 |
| ローマ               | 2R   | 2012             |
| カナダ               | 3R   | 2015, 2016       |
| シンシナティ         | QF   | 2016             |
| 上海                 | QF   | 2015             |
| パリ                 | 2R   | 2015             |
| オリンピック         | 1R   | 2012             |
| デビスカップ         | SF   | 2015             |